# Василий Александрович Ластка
Василий Александрович по прозванию Ластка — безудельный Ростовский князь, родоначальник угасшего княжеского рода Ласткины-Ростовские.
В поколенной росписи поданной в 1682 году в Палату родословных дел, у князя Василия Александровича Ластка, показанного старшим из сыновей князя Александра Ивановича, были братья, князья: Михаил Касатка (родоначальник Касаткины-Ростовские), Иван Лобан (родоначальник Лобановы-Ростовские), Иван Ян (родоначальник Яновы-Ростовские) и Фёдор Голубой (родоначальник Голубые-Ростовские).

## Биография
Старший сын князя Александра Ивановича, старшего внука Владимира Константиновича. С 1420 по 1425 год был воеводою московских войск. Предания о нём, приводимые А. А. Титовым из рукописей Хлебникова, носят баснословный характер. Владения князя Василия были на месте нынешних сёл Деболы, где было его жилище, которое служило притоном разбойничьей шайки Василия Шемяки, и Сельца.
Князь был очень дружен со святым Исидором блаженным, вместе с которым навещал киновию Ростовского архиепископа Дионисия. При князе Василии, его брате Иване Лобане и при архиепископе Дионисии 29 мая 1423 года на «Сахотском болоте», считавшемся притоном чародеев и волшебников, явился животворящий крест с иконы св. Николая Чудотворца, с этого креста князь Василий приказал написать четыре таких же креста.
Он имел сыновей: Семёна и Юрия, с которыми угас род князей Ласткиных-Ростовских.

### Биография по М.Г. Спиридову
Князь Василий Александрович прозывался "Ластка", по нём его потомки, прилагая к сему родовое прозвание писались Ласткины-Ростовские. В 1520-1521 годах первый воевода в Новгороде Северском.
От брака с неизвестной имел единственного бездетного сына, князя Юрия Васильевича упомянутого в 1550 году рындой при Иване IV Васильевиче Грозном в Казанском походе и на котором княжеский род угас. Иных детей в поколенной росписи — нет.

#### Биография по П.Н. Петрову
П.Н. Петров в "Истории родов русского дворянства", повторяет биографию и службы князя Василия Александровича Ластка по М.Г. Спиридову, но приписывает ему трёх сыновей: Василия Большого — исполняющего обязанности рынды и рано умершего и вероятно даже не женатым, Владимира — имевшего сына Бориса и Юрия Меньшого — имевшего сына Василия Юрьевича.